# Extreme E
Extreme E é uma série de corridas off-road internacionais sancionada pela FIA que usa SUVs elétricos para correr em partes remotas do mundo, como o deserto da Arábia Saudita e região ártica da Groenlândia. A organização realiza as competições em locais afetados pelas mudanças climáticas, com o objetivo de promover a conscientização sobre esse problema. São consultados especialistas em meio ambiente para minimizar o impacto da competição nas localidades.

## História
O Extreme E começou em 2018 como um projeto liderado pelo fundador da Fórmula E Alejandro Agag e o ex-piloto Gil de Ferran . A série foi introduzida formalmente em janeiro de 2019 com planos para começar a correr em 2021. O anúncio, que aconteceu no RMS <i id="mwIg">St Helena</i> em Londres, também apresentou a Continental como fornecedora de pneus e a brasileira CBMM como fornecedora de nióbio para a produção de veículos. Ali Russell foi nomeado Chief Marketing Officer, enquanto os executivos de esportes da Red Bull, Kester Wilkinson e Nina Dreier, se tornaram gerentes de eventos e marketing.
Em julho de 2019, um primeiro protótipo do veículo da série, o ODYSSEY 21, foi apresentado no Goodwood Festival of Speed e em dezembro de 2019 o calendário provisório para a primeira temporada em 2021 foi revelado, com corridas no Senegal, Arábia Saudita, Nepal, Groenlândia e Brasil .
Em 2020, a série começou a chamar a atenção por ter Ken Block competindo com o carro Extreme E na última etapa do Rally Dakar em janeiro e em setembro o campeão mundial de Fórmula 1 Lewis Hamilton anunciou a criação de sua própria equipe Extreme E, chamada X44 . Um teste de seis dias de pilotos foi realizado em Château de Lastours, na França, no final de setembro e início de outubro, apresentando entre os pilotos confirmados alguns pilotos de corrida conhecidos como Valtteri Bottas, Sébastien Loeb e Jean-Éric Vergne .

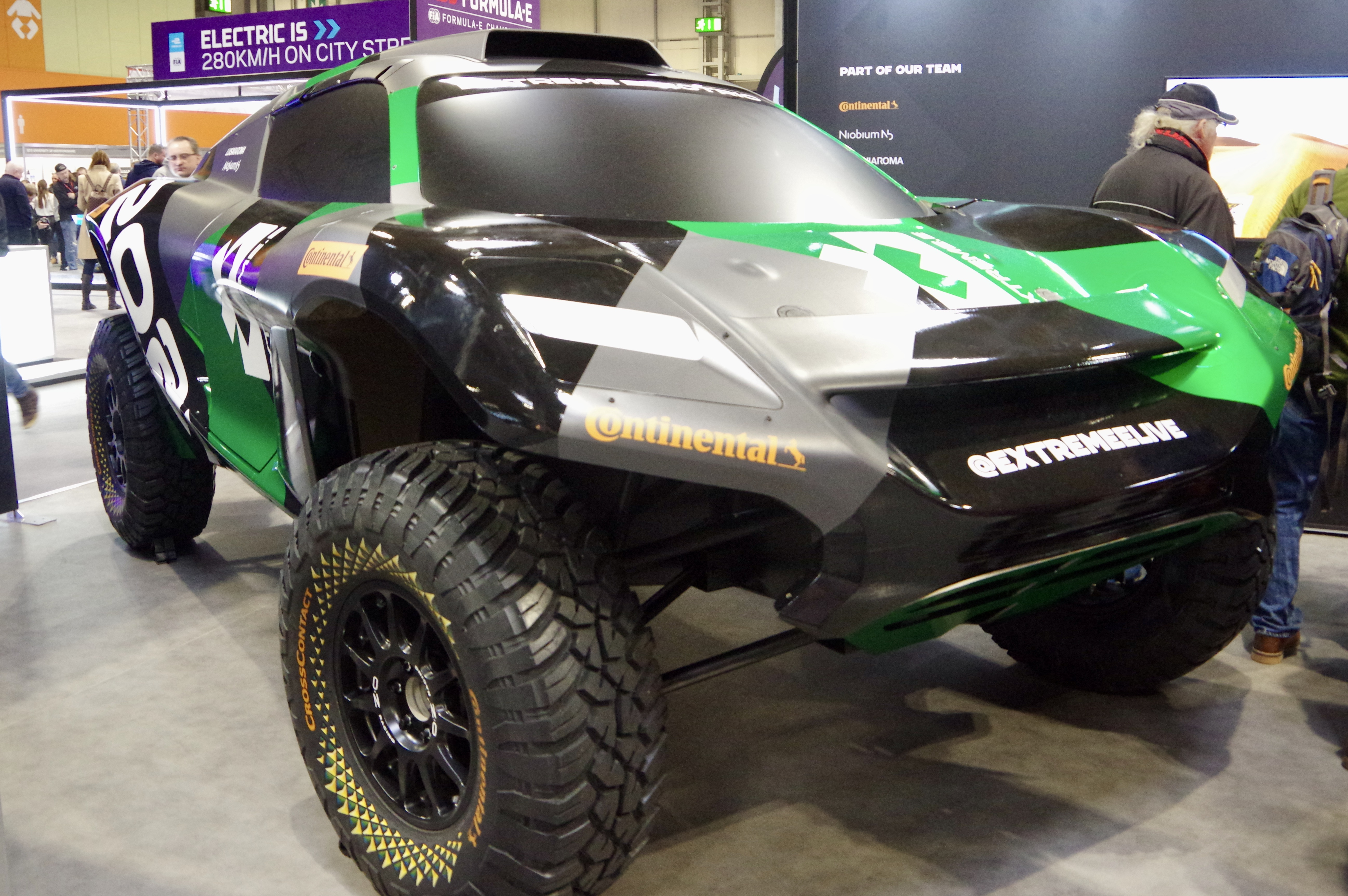
Carro Extreme E: o Spark ODYSSEY 21

Em outubro de 2020, Extreme E enfrenta procedimentos legais de marcas registradas contra o nome da série, que foi contestada pela Extreme International, dona da marca 'Extreme' e Extreme Sports Channel .

## Formato de corrida
Um fim de semana de corrida Extreme E consiste em cinco rodadas: duas rodadas de qualificação no sábado, duas semifinais e a final no domingo. As rodadas de qualificação consistem em duas corridas de quatro carros cada (8 carros competem no fim de semana da corrida), com pontos atribuídos com base na posição final. Os quatro carros que marcaram mais pontos seguem para a semifinal 1, os quatro piores seguem para a semifinal 2 (chamada de "corrida maluca"). As rodadas semifinais são uma corrida cada. Os três primeiros carros do SF1 e o melhor do SF2 seguem para a final.
Em cada corrida, o carro deve completar duas voltas do percurso, com cada membro da equipe dirigindo uma volta e co-pilotando a outra. As equipas devem ter um condutor masculino e um condutor feminino, que desempenharão as mesmas funções de condução e co-condução, promovendo a igualdade de género e igualdade de condições entre os concorrentes.

## Veículo
O SUV elétrico Spark ODYSSEY 21 foi apresentado como o veículo de competição da série no Goodwood Festival of Speed em 5 de julho de 2019. O veículo é fabricado pela Spark Racing Technology, construtora dos carros de Fórmula E, com bateria produzida pela Williams Advanced Engineering . O carro está equipado com uma estrutura tubular de liga de aço reforçada com nióbio, bem como uma estrutura de impacto e gaiola de proteção. Pesa 1,650 kg (3,640 lb), e é capaz de 0 a 60 mph em 4,5 segundos, com 400 kW (540 hp) de potência.
O ODYSSEY 21 foi apresentado em ação no Rally Dakar 2020 na Arábia Saudita em janeiro de 2020. Guerlain Chicherit dirigiu o veículo durante o shakedown um dia antes do início da corrida e Ken Block competiu com ele na etapa final entre Haradh e Al-Qiddiya, terminando com o terceiro melhor tempo na categoria de carros.

## Equipes e pilotos
As seguintes equipes anunciaram sua intenção de competir no Extreme E:
| Equipe                         | Motoristas                |
| ------------------------------ | ------------------------- |
| Abt Cupra XE                   | Mattias Ekström           |
| Abt Cupra XE                   | Jutta Kleinschmidt        |
| Andretti United Extreme E      | Timmy Hansen              |
| Andretti United Extreme E      | Catie Munnings            |
| Chip Ganassi Racing            | Sara Price                |
| Chip Ganassi Racing            | Kyle LeDuc                |
| Hispano Suiza Xite Energy Team | Oliver Bennett            |
| Hispano Suiza Xite Energy Team | Christine Giampaoli Zonca |
| Sainz XE Team                  | Carlos Sainz              |
| Sainz XE Team                  | Laia Sanz                 |
| Rosberg Xtreme Racing          | Johan Kristoffersson      |
| Rosberg Xtreme Racing          | Molly Taylor              |
| JBXE                           | Kevin Hansen              |
| JBXE                           | Mikaela Åhlin-Kottulinsky |
| Veloce Racing                  | Stéphane Sarrazin         |
| Veloce Racing                  | Jamie Chadwick            |
| Equipe X44                     | Sébastien Loeb            |
| Equipe X44                     | Cristina Gutiérrez        |

### Programa de motoristas
Em setembro de 2019, a Extreme E divulgou uma lista de pilotos que haviam registrado interesse oficial em dirigir na série. Em novembro, um segundo grupo de induzidos foi anunciado como tendo aderido ao programa.
- Sébastien Ogier (WRC)
- Andreas Bakkerud (WRX)
- Kevin Hansen (WRX)
- Timmy Hansen (WRX)
- Timo Scheider  (WRX)
- Jamie Chadwick (W Series)
- Katherine Legge (IMSA)
- Mikaela Åhlin-Kottulinsky (STCR)
- Lucas di Grassi (Formula E)
- Andre Lotterer (Formula E)
- Sacha Prost (Andros Trophy)
- Bruno Senna (WEC)
- Chris Ingram (ERC)
- Daniel Abt (Formula E)
- Loïc Duval (DTM)
- Sam Sunderland (Dakar Rally)
- Karun Chandhok
- Billy Monger (Euroformula)
- Jérôme d'Ambrosio (Formula E)
- António Félix da Costa (Formula E, WEC)
- Oliver Turvey (Formula E)
- Takuma Aoki (Jaguar I-Pace eTrophy)
- James Rossiter (Super GT)
- Krisztián Szabó (WRX)
- Zoltán Bessenyey (ERC)
- Sam Bird (Formula E)
- Patrik Sandell (ARX)
- Simona de Silvestro (ADAC GT Masters)
- Catie Munnings (J-WRC)
- Molly Taylor (ARC)

## Calendário das competições

### 2021
Um cronograma de corrida provisório para 2021 foi anunciado em 17 de dezembro de 2019. Uma programação atualizada foi anunciada no evento de lançamento da série em outubro de 2020. Por causa dos atrasos devido à pandemia COVID-19, o início da temporada ocorreu em abril de 2021 na Arábia Saudita.
| X-Prix    | Nação anfitriã | Localização                    | Encontro            | Eq. vencedora         |
| --------- | -------------- | ------------------------------ | ------------------- | --------------------- |
| deserto   | Arábia Saudita | Sharaan, Al-'Ula               | 3 e 4 de abril      | Rosberg Xtreme Racing |
| oceano    | Senegal        | Lac Rose                       | 29 e 30 de maio     | Rosberg Xtreme Racing |
| ártico    | Groenlândia    | Kangerlussuaq, geleira Russell | 28 e 29 de agosto   | Andretti Autosport    |
| ilha      | Itália         | Sardenha                       | 23 e 24 de outubro  | Rosberg Xtreme Racing |
| jurássico | Reino Unido    | Dorset                         | 18 e 19 de dezembro | X44 Team              |

Em 22 de dezembro de 2021 foi divulgado o calendário de competições em 2022, com retorno à Arábia Saudita e competições na Itália, Chile, Uruguai e Escócia ou Senegal. A última (Escócia ou Senegal) foi cancelada em 8 de abril por problemas financeiros, com a inclusão da Sardenha como uma segunda competição na Itália em julho.

### 2022
| X-Prix  | Nação anfitriã | Localização    | Encontro             | Eq. vencedora         |
| ------- | -------------- | -------------- | -------------------- | --------------------- |
| deserto | Arábia Saudita | Neom           | 19 e 20 de fevereiro | Rosberg Xtreme Racing |
| ilha    | Itália         | Sardenha       | 6 e 7 de julho       | Chip Ganassi Racing   |
| ilha    | Itália         | Sardenha       | 9 e 10 de julho      | Rosberg Xtreme Racing |
| cobre   | Chile          | Antofagasta    | 24 e 25 de setembro  | X44 Racing            |
| energia | Uruguay        | Punta del Este | 26 e 27 de novembro  |                       |

## Logística

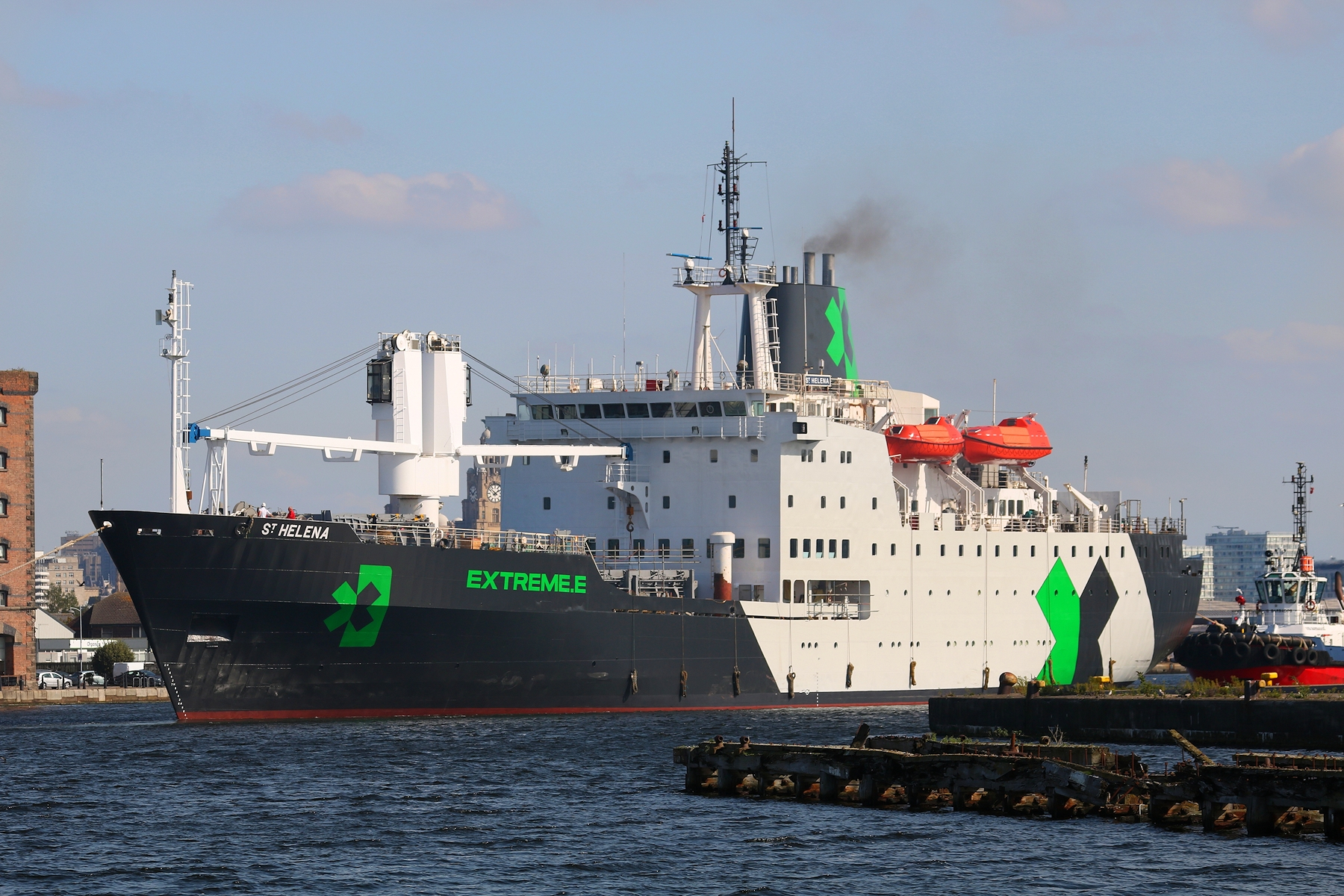
St Helena agora ostentando a pintura Extreme.E retorna à doca de sepultamento de Bidston, vinda de Cammell Lairds, para acabamentos antes de entrar em serviço com os carros elétricos de corrida Extreme Motor Sport em locais extremos ao redor do mundo em 2021.

O RMS St Helena, um antigo navio do Royal Mail, serve como um "paddock flutuante" e sede da competição. É usado para transportar o equipamento, incluindo os carros, até os locais da corrida (ou porto mais próximo), a fim de reduzir as emissões de carbono, em comparação ao frete aéreo. O nível de proteção ambiental da embarcação foi melhorado ainda mais com a conversão dos propulsores e geradores para funcionar com diesel com baixíssimo teor de enxofre. O St Helena também serve como navio de pesquisa, transportando cientistas e realizando conferências nos locais das corridas.
A competição usa tecnologia de célula de combustível de hidrogênio nos carros, fornecida pela AFC Energy [en]. O hidrogênio combustível é gerado a partir da água e da energia solar e em seguida usado para carregar as baterias dos veículos, permitindo uma geração de energia sustentável, sem o uso da rede elétrica local.

## Transmissões e séries documentais
As emissoras anfitriãs serão Aurora Media Worldwide e North One Television, produzindo cobertura de corrida ao vivo e uma série de documentários de apoio, combinando esportes e histórias científicas. O cineasta vencedor do Oscar Fisher Stevens foi contratado como diretor artístico da série para produzir as transmissões. Gil de Ferran disse que "os telespectadores podem esperar uma forma completamente nova de consumir esporte, com cada episódio contando não apenas a história de uma corrida, mas a corrida mais ampla de conscientização e a necessidade de proteger esses ambientes remotos e desafiadores que estão sendo explorados pela Extreme E. "
Antes da primeira temporada em 2021, uma série de TV em três partes é produzida para documentar o processo de criação de uma nova série de corrida. O primeiro episódio foi transmitido em junho de 2020 no Canal 4 .